# Can Puig (Lliçà d'Amunt)
Can Puig és una masia fortificada de Lliçà d'Amunt inclosa en l'Inventari del Patrimoni Arquitectònic de Catalunya.

## Descripció
Can Puig està formada per un conjunt d'edificacions, envoltada per murs a la banda sud, que li donen un caire fortificat.
L'edifici més peculiar de tots els conservats és el que està situat davant la masia mirant cap a l'església, adaptat al desnivell del turó. Es tracta d'una construcció annexa utilitzada com a pallissa, quadres, corts i galliner, però que en un temps havia tingut finalitats defensives, ja que en tot el perímetre dels murs encara es poden veure les espitlleres. Aquest annex, que és de planta irregular, en l'angle que mira al sud-oest, té una mena de torre amb planta amb tendència a ser circular. La coberta és d'un vessant sobre bigues de fusta, i els murs de tot el conjunt són de paredat de còdols, molt ben disposat en la part inferior.
La masia és de planta rectangular amb coberta a dos vessants i carener perpendicular a la façana. La façana és de paredat arrebossat on es distingeixen planta baixa i dos pisos. Per accedir-hi hi havia un pedrís semicircular que ha estat substituït per graons.
En el seu interior es conserva la distribució clàssica de l'espai, establerta a les masies en el segle xvi, a l'escala que porta cap a la sala del primer pis es conserva un bonic espiell amb calat de tipus gòtic. La masia amb coberta de teula àrab acaba en un ràfec imbricat.
La façana que es veu actualment, es deu en part a les obres del segle xvii, tal com ho indiquen el tipus d'obertures de les finestres de llinda plana sense decorar de pedra vista. La porta principal, que és del tipus clàssic, està descentrada respecte a l'eix del carener, és d'arc de mig punt i fet amb dovelles molt ben escairades. A la pedra clau hi ha un escut rodejat pel cap de tres angelets alats.
Les finestres de primer pis són de llinda plana sense decorar; la central i la de l'esquerra es van reconvertir en balcó.

## Història
Les primeres notícies de la masia daten de 1197. Se sap que va ser reformada els anys 1667 i 1943. La seva situació en un punt estratègic, dalt d'un turó al costat de l'església, i els murs defensius que envolten la casa, fan pensar que el casal podria haver estat bastit sobre una primitiva construcció de defensa.
Els propietaris de Can Puig van formar un patrimoni notable que es va transmetre des dels seus orígens amb la intenció de garantir-ne la integritat i la seva continuïtat al llarg del temps. L'economia familiar va passar per diversos moments, però amb un patrimoni tan notable, fins i tot les etapes més crítiques de la història rural catalana es van poder superar, tot i que recorrent a alguna forma d'endeutament com eren els censals morts –una forma de crèdit-.
La transmissió del patrimoni als hereus de Can Puig, es van fer seguint l'ordre de progenitura i preferint els mascles a les femelles, així i tot, en més d'una ocasió una noia va esdevenir la mestressa del mas. La política matrimonial de la família Puig no va comportar l'increment del patrimoni rural, tot sembla indicar que existia una voluntat de mantenir la independència de la casa i evitar qualsevol possible supeditació, tal com es demostra amb el desig de mantenir el cognom de la nissaga. La família i el patrimoni Puig van excel·lir ben aviat en el si de la comunitat de Lliçà d'Amunt, van ocupar una posició preeminent que es va mantenir al llarg del temps.
Durant l'època moderna els Puig van continuar ocupant càrrecs de govern en el si de la baronia de Montbui, fins i tot van obtenir càrrecs de poder reial, com fos el cas de Pau Puig, que va ser nomenat col·lector de l'impost de l'Excusado de Lliçà d'Amunt l'any 1771.

## Situació
Masia situada al centre del terme de Lliçà d'Amunt, enfilada dalt d'un turó, al costat de l'església de Sant Julià.